# Sericomyia dux
Sericomyia dux är en tvåvingeart som först beskrevs av Stackelberg 1930.  Sericomyia dux ingår i släktet torvblomflugor, och familjen blomflugor. Inga underarter finns listade i Catalogue of Life.